# アクアマン (映画)
『アクアマン』（Aquaman）は、DCコミックスの同名のスーパーヒーローをベースにした、2018年のアメリカ合衆国のスーパーヒーロー映画。監督はジェームズ・ワン、脚本はデヴィッド・レスリー・ジョンソン＝マクゴールドリックとウィル・ビール、出演はジェイソン・モモア、アンバー・ハード、ウィレム・デフォーら。「DCエクステンデッド・ユニバース」の6作目の作品。

## ストーリー
1985年、メイン州のアムネスティ湾灯台の灯台守であるトム・カリーは、岩場の海岸に打ち上げられた女性を発見する。彼女は海底国アトランティスから逃亡した女王アトランナだった。アトランナは回復後、トムとの間にアーサー・カリー＝アクアマンを儲ける。数年後、アトランナはアトランティスの追手に捕まり連れ戻される。残されたアーサーはトムに育てられ、またアトランティスの参謀バルコから武術の指南を受け、たくましく成長する。
現代。アーサーの異父弟であるアトランティスの王オームは、隣国ゼベルの王ネレウスと同盟を組み、海の生物を殺し海を汚す地上人に戦争を仕掛けることを決意する。そして海底すべての軍事力を動員するために、海底の七つの国の半数の王に認められた「海の覇王（オーシャンマスター）」になろうとしていた。
デイビッド・ケイン率いる海賊から潜水艦を守ったアーサーは故郷に戻り、父と盃を交わす。その帰り、突如発生した大津波に襲われた二人を、ネレウスの娘である王女メラが助ける。メラは、津波は地上人に対するオームからの警告であり、オームの暴走を止めるにはアトランティス王の血を引くアーサーが王になるしかないと助けを求めに来たのだ。渋々メラに連れられてアトランティスに訪れたアーサーを迎えたのは、バルコだった。バルコは、アーサーが王になるためには、初代アトランティス王アトランが持っていた伝説の矛・トライデントが必要だと説明するが、アーサーは彼の不法入国に気づいたアトランティス兵に捕まってしまう。アーサーはオームに、地上への侵攻を中止するよう決闘を申し込む。伝統に則り、国民たちの前でアーサーとオームの決闘が始まるが、アーサーは劣勢に陥る。そこにメラが助けに入り、二人は死を偽装して地上へ逃亡する。
アーサーとメラは、かつてアトランティスが地上にあった頃に栄えていた砂海の王国の跡地であるサハラ砂漠に行き、伝説のトライデントのありかのヒントがシチリアにあることを突き止める。次いでシチリアに到着した二人は、次の目的地が七つの海底国の一つ・海溝の王国にあると知るが、そこにオームから武器を渡され、ブラックマンタとなったデイビッドが強襲する。何とかデイビットを撃退した二人は、海溝の王国を目指す。
一方オームは魚人の国の王リクーに協力を求めるが、穏健派であるリクーに拒否される。オームは強行手段としてリクーを殺し、自動的に次の王となった王女を脅し、魚人軍を傘下に収め、次の目標を甲殻類の国に定める。
盗んだ漁船で海溝の国に辿り着いたアーサーとメラは、海溝の化け物たちに襲われる。襲撃を逃れつつ海底に辿り着いた二人は、その更に奥にある、地球の核に近い「隠された海」を発見する。そこで二人は、海溝の化け物の生贄になったと思われていたアトランナに再会する。アトランナの導きで、アーサーは伝説の怪獣カラゼンと対峙し、海の生物と会話できる初代アトラン王と同じ能力を発揮して伝説のトライデントを手に入れる。
オーム率いる同盟軍と、甲殻類軍が遂に激突する。勝利を確信するオームの前に、トライデントを手にし、カラゼンを従えたアーサーが現れ、海の生物と共に両軍を圧倒する。戦いの果て、海上の船の上でアーサーとオームは対峙し、アーサーが勝利する。アーサーは海底国の王たちに、真のアトランティス王として認められる。
運良く助かったデイビッドは、アトランティスを研究しているシン博士によって治療され、アーサーへの更なる復讐を誓う。

## 登場人物

### アトランティス帝国
アーサー・カリー / アクアマン
演 - ジェイソン・モモア、日本語吹替 - 安元洋貴
アトランティス帝国の元女王であるアトランナと、人間の父との間に生まれた。海に住む生物とのコミュニケーション能力を持つ本作の主人公。
9歳のアーサー・カリー
演 - カーン・グールダー、日本語吹替 - 櫻井優輝
13歳のアーサー・カリー
演 - オーティス・ダンジ、日本語吹替 - 村瀬歩
16歳のアーサー・カリー
演 - ケコア・ケクマノ、日本語吹替 - 田中光
オーム王 / オーシャンマスター
演 - パトリック・ウィルソン、日本語吹替 - 中村悠一
アトランティス帝国の王であり、「オーシャンマスター」を名乗る。アーサーとは異父兄弟の関係にある。
バルコ
演 - ウィレム・デフォー、日本語吹替 - 多田野曜平
アトランティス帝国の参謀。少年時代のアーサーに戦闘術を伝授した。
マーク大佐
演 - ルディ・リン、日本語吹替 - 中務貴幸
アトランティス軍の隊長。
アトランナ
演 - ニコール・キッドマン、日本語吹替 - 沢城みゆき
アトランティスを治めていた前女王。アーサーとオームの母親。
アトラン王
演 - グレアム・マクタヴィッシュ、日本語吹替 - 石田圭祐
アトランティス帝国の初代王。
カラゼン
声 - ジュリー・アンドリュース、日本語吹替 - 磯辺万沙子
アトランティスの伝説の怪物。
ブライン王
声 - ジョン・リス＝デイヴィス、日本語吹替 - 斎藤志郎
甲殻類（ブライン）の王。
リクー王
声 - ジャイモン・フンスー、日本語吹替 - 松山鷹志
魚人（フィッシャーマン）の王。

#### 海底国ゼベル
メラ
演 - アンバー・ハード、日本語吹替 - 田中理恵
海底国ゼベルの王女。水を操り、高い戦闘能力を持つ。
ネレウス王
演 - ドルフ・ラングレン、日本語吹替 - 広瀬彰勇
海底国ゼベルの王で、メラの父親。

### 海賊
デイビッド・ケイン / ブラックマンタ
演 - ヤーヤ・アブドゥル＝マティーン2世、日本語吹替 - 濱野大輝
海賊。アーサーとの戦いで父を失い、彼への復讐に燃える。だがこれは完全な逆恨みである。
ジェシー・ケイン
演 - マイケル・ビーチ、日本語吹替 - 玉野井直樹
デイビッド・ケインの父親。

### 地上の人間
トム・カリー
演 - テムエラ・モリソン、日本語吹替 - 丸山壮史
アーサーの父親。
スティーブン・シン博士
演 - ランドール・パーク、日本語吹替 - 河本邦弘
アトランティス帝国の存在を信じる科学者。
バイク野郎
演 - ルーク・オーウェン、日本語吹替 - かぬか光明
酒場でアーサーに声をかけるバイカー。
貨物機のパイロット
演 - リー・ワネル、日本語吹替 - 不明

## 制作・公開
2017年10月に、約114日間にわたる撮影を終えた。

### アメリカ
12月21日に公開され、初週末3日間で興収は6,740 万ドルを記録した。12月15日実施のAmazonプライム会員限定上映と合わせ、7,210万ドルを稼ぎ、初登場1位を飾った。

### 世界
2018年12月21日の米国公開を前に12月7日に中国から封切られた。その後イギリス、ブラジル、ロシア、メキシコなどでも公開された。2018年12月16日時点で世界43市場で劇場公開されており、累計興収額は2億6,130万ドルを記録。12月14～16日の3日間では1億2,640万ドルを稼ぎ出した。 米国公開がされた12月25日現在で4億8,200万ドルに到達している。
2019年1月27日時点で世界興収10億9000万ドルを記録して、興行収入が、DC映画史上No.1の興行成績を記録した。

## 関連作品
本作はDCエクステンデッド・ユニバースに属し、前作『ジャスティス・リーグ』（2017年）よりも時系列的に後の話とされている。一方で、『ジャスティス・リーグ』の時点で既にアーサーと会っていたメラが、本作ではアーサーに自分の名前を教えるなど、二人が初対面のように描写されている。

## 作品の評価
Rotten Tomatoesによれば、批評家の一致した見解は「『アクアマン』は、その愉快で滑稽な潮の流れに乗って泳ぎ、古き良き時代の楽しみを強調したエネルギッシュなアクションを見せてくれるCGIスーパーヒーロー・スペクタクルである。」であり、400件の評論のうち高評価は65%にあたる261件で、平均点は10点満点中6.05点となっている。
Metacriticによれば、50件の評論のうち、高評価は22件、賛否混在は21件、低評価は7件で、平均点は100点満点中55点となっている。

## テレビ放送
| 回 | 放送日       | 放送時間（JST）   | 放送局     | 放送枠         | 視聴率 | 備考         | 出典   |
| -- | ------------ | ----------------- | ---------- | -------------- | ------ | ------------ | ------ |
| 1  | 2021年7月3日 | 土曜21:00 - 23:10 | フジテレビ | 土曜プレミアム |        | 地上波初放送 | [ 15 ] |